# Erannis variegata
Erannis variegata là một loài bướm đêm trong họ Geometridae.